# Рудниковий підйом
Рудниковий підйом (рос. рудничный подъем, англ. mine hoisting, winding; нім. Schachtförderung) — сукупність засобів для переміщення (підйому, спуску) вантажів і людей між пристовбурним двором шахти і земною поверхнею. Основа рудникового підйому — піднімальна установка зі скіпами (клітями). Інша назва — шахтний підйом.

## Історія
Перша рудникова підйомна машина з'явилася з виникненням гірничої справи. Перші рудничні підйомні пристрої мали примітивну конструкцію у вигляді дерев'яного коловорота з вертикально або горизонтально розташованим барабаном, що приводиться в рух мускульною силою людей або тварин (кирати), а пізніше гідравлічної енергією.
З появою парових двигунів шахтна підйомна машина докорінно змінюється, досягаючи високого ступеня технічної досконалості.
1891 році встановлюється перша електрична підйомна машина, ознаменувавши нову епоху в розвитку рудникових підйомних машин. Удосконалення електричних підйомних машин особливо інтенсифікувалося з початку XX століття і продовжується досі.

## Установки шахтного підйому
Установки шахтного підйому розрізняють:
За призначенням:
- головні (для підйому корисної копалини, а також породи на поверхню);

- допоміжні (для підйому і спуску людей і різних вантажів);

- прохідницькі (при проходженні та поглибленні стволів шахти);

- інспекторські або аварійні (для ревізії стовбура і підйому людей в аварійних випадках).

За типом підйомних посудин:
- Клітьові — з кліттю;
- Скіпові — зі скіпом;
- Баддяні — з баддею.

За врівноваженням маси підйомних канатів:
- неврівноважені;
- статично урівноважені;
- динамічно врівноважені.

За типом органів навивки підйомного каната:
- з постійним радіусом навивки (циліндричні барабани, шківи тертя);
- зі змінним радіусом навивки (біціліндроконічні барабани).